# Школа підготовки ССО Корпусу морської піхоти США
Школа підготовки ССО Корпусу морської піхоти (англ. Marine Special Operations School, MSOS) — військовий навчальний заклад, школа, що структурно входить до складу Командування сил спеціальних операцій корпусу морської піхоти США, й призначена для всебічної підготовки операторів, фахівців та спеціалістів сил спеціальних операцій корпусу морської піхоти США, забезпечення ефективного процесу їх тренування та навчання, удосконалення доктрини застосування сил спецоперацій Корпусу морської піхоти, а також для тестування нових форм та способів застосування сил спецоперацій й випробування нових зразків озброєння та військової техніки, оснащення тощо.

## Призначення
Основним призначенням школи підготовки спеціалістів сил спеціальних операцій Корпусу морської піхоти США є здійснення оцінки та відбору особового складу, що відповідатиме критеріям проходження військової служби в лавах сил спеціальних операцій КМП; навчання та тренування визначеного персоналу по індивідуальній, базовій та посиленій програмах підготовки для виконання повного спектру завдань спецоперацій.
До ключових завдань школи відносяться:
- проходження індивідуальної та базової стадії тренувань;
- проходження посиленої стадії тренувань;
- навчальні курси мовної та культурологічної підготовки;
- введення та проходження посиленого курсу персональної психологічної витривалості (Personnel Resiliency (PERRES)
- координація програм підготовки сил спеціальних операцій з іншими навчальними закладами, центрами та установами;